# Kühberg (Fränkische Alb)
Der Kühberg ist eine 561,3 m ü. NHN hohe Erhebung des Höhenzugs Hahnenkamm, einem Teil des Mittelgebirges Fränkische Alb, im mittelfränkischen Landkreis Weißenburg-Gunzenhausen.

## Geographie

### Lage
Der bewaldete Berg liegt im Gemeindegebiet der Stadt Treuchtlingen, südwestlich von Treuchtlingen im äußersten Süden des Hahnenkamms, nahe der Grenze zur Gemeinde Wolferstadt im schwäbischen Landkreis Donau-Ries. Unweit nördlich befinden sich der Moselstein, der Hausberg und der Kirschbühl, im Westen der Uhlberg. Nordwestlich liegt der Weiler Siebeneichhöfe. Der Berg liegt im Waldgebiet Grottenhof, inmitten des Naturparks Altmühltal im Landschaftsschutzgebiet Schutzzone im Naturpark Altmühltal.

### Naturräumliche Zuordnung
Der Kühberg gehört in der naturräumlichen Haupteinheitengruppe Fränkische Alb (Nr. 08), in der Haupteinheit Südliche Frankenalb (082) und der Untereinheit Altmühlalb (082.2) zum Naturraum Hahnenkammalb (082.20).